# Елеонора Англійська, королева Кастилії
Елеонора Англійська (ісп. Leonor; прибл. 1161 — 31 жовтня 1214), була королевою Кастилії і Толедо як дружина Альфонсо VIII Кастильського. Вона була шостою дитиною і другою донькою Генріха II, короля Англії, і Алієнори Аквітанської. Вона була регентом Кастилії під час неповноліття свого сина Генріха I упродовж 26 днів між смертю її чоловіка та своєю смертю в 1214 році.

## Молодість і сім'я
Елеонора народилася в замку Домфрон, Нормандія бл. 1161 р. як друга дочка короля Англії Генріха II та його дружини Алієнори, герцогині Аквітанської, і була хрещена Анрі де Марсі. Її зведеними братами та сестрами були графиня Марія Шампанська та графиня Алікс Блуа. Її повнорідними братами та сестрами були Генріх Молодий, герцогиня Матильда Саксонська, король Річард I, герцог Жоффруа II Бретанський, королева Жанна Сицилійська та король Іоанн. В Елеонори був старший брат Вільям (17 серпня 1153 р.— квітень 1156 р.), перший син Генріха II та Алієнори Аквітанської, яка померла від нападу в замку Воллінгфорд і була похована в Редінзькому абатстві біля ніг свого прадіда Генріха I.

## Королівство

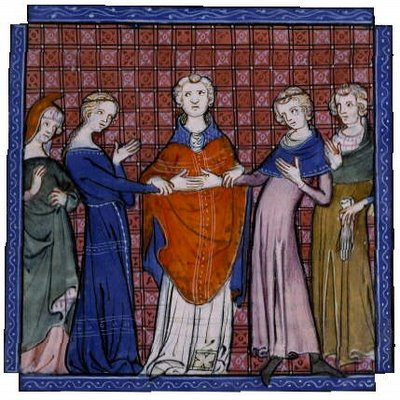
Заручини Альфонса VIII Кастильського та Елеонори Англійської

У 1170 році Елеонора вийшла заміж за короля Альфонсо VIII Кастильського в Бургосі у віці 9 років. Метою її батьків в організації шлюбу було убезпечити піренейський кордон Аквітанії, тоді як Альфонсо шукав союзника у боротьбі з Санчо VI Наваррським. У 1177 році це призвело до того, що Генріх керував арбітражем прикордонної суперечки.
Близько 1200 року Альфонсо почав стверджувати, що герцогство Гасконь було частиною приданого Елеонори, але документальних підстав для цього твердження немає. Дуже малоймовірно, що Генріх II розлучився б із такою значною частиною своїх володінь. Щонайбільше Гасконь могла бути закладена як забезпечення повної виплати приданого його дочки. Її чоловік зайшов настільки далеко, що вторгся в Гасконь від її імені в 1205 році. У 1206 році її брат Іоанн надав їй безпечний проїзд, щоб відвідати його, можливо, щоб спробувати розпочати мирні переговори. У 1208 році Альфонсо відмовився від претензій. Десятиліттями пізніше їхній правнук Альфонсо X Кастильський претендував на герцогство на тій підставі, що її придане ніколи не було повністю виплачене.
З усіх дочок Елеонори Аквітанської її тезка була єдиною, кому через політичні обставини вдалося мати такий вплив, як її мати. У її шлюбному договорі та в першому шлюбному договорі для її дочки Беренгарії Елеонора отримала пряме управління багатьма землями, містами та замками по всьому королівству. Вона була майже такою ж могутньою, як Альфонсо, який у своєму заповіті в 1204 році вказав, що вона мала правити разом з їхнім сином у разі його смерті, включаючи відповідальність за сплату його боргів і виконання його заповіту. Саме вона переконала його видати їх доньку Беренгарію за Альфонса IX Леонського. Трубадури та мудреці регулярно були присутні при дворі Альфонса VIII завдяки заступництву Елеонори.
Елеонора особливо цікавилася підтримкою релігійних установ. У 1179 році вона взяла на себе відповідальність підтримувати та утримувати храм святого Томаса Бекета в соборі Толедо. Вона також створила та підтримувала абатство Санта-Марія-ла-Реаль-де-Лас-Уельгас, яке слугувало притулком і гробницею для її сім'ї упродовж багатьох поколінь, а також дочірньою лікарнею.

## Регент
Як повідомляється, коли Альфонсо помер, Елеонора була настільки спустошена горем, що не змогла головувати на похованні. Натомість їхня старша дочка Беренгарія виконувала ці почесті. Відповідно до заповіту покійного чоловіка, Елеонора стала регентшею Кастилії під час повноліття сина, у якому дочка виступала її радницею. Однак її правління не було тривалим; вона, як повідомляється, не була достатньо здорова і залишила більшість державних справ своїй доньці, що викликало страх і опозицію серед дворян щодо того, що вона планує залишити регентство своїй доньці.
Пізніше Елеонора захворіла й померла лише за двадцять шість днів після свого чоловіка, і була похована в абатстві Санта-Марія-ла-Реаль-де-Лас-Уельгас.

## Діти
| Ім'я       | Народження                     | Смерть                                           | Примітки |
| ---------- | ------------------------------ | ------------------------------------------------ | --- |
| Беренгарія | Бургос, 1 січня/червня 1180 р. | Лас Уельгас поблизу Бургоса, 8 листопада 1246 р. | Уперше одружилася в Зелігенштадті 23 квітня 1188 року з герцогом Швабії Конрадом II, але союз (тільки за контрактом і ніколи не був урочистим) пізніше був анульований. Одружилася у Вальядоліді між 1 і 16 грудня 1197 року з королем Альфонсо IX Леонським як його друга дружина. Після того, як їхній шлюб був розірваний на підставі кровної спорідненості в 1204 році, вона повернулася на батьківщину і стала регентом свого неповнолітнього брата короля Генріха I. Хоча сама королева Кастилії, після смерті Генріха I в 1217 році Беренгарія швидко зреклася престолу в прихильність її сина Фердинанда III Кастильського, який знову об'єднає королівства Кастилії та Леону. |
| Санчо      | Бургос, 5 квітня 1181 р.       | 26 липня 1181 р.                                 | Роберт Торіньї записує народження близько Великодня в 1181 році від filium Sancius до Alienor filia regis Anglorum uxor Anfulsi regis de Castella. Aldefonsus…Rex Castellæ et Toleti…cum uxore mea Alienor Regina et cum filio meo Rege Sancio подарував власність єпископу Сеговії грамотою від 31 травня 1181 року Adefonsus… Rex Castellæ et Toleti... cum uxore mea Alienor Regina et cum filio meo Rege Sancio пожертвував майно монастирю Рокамадор грамотою від 13 липня 1181 р. |
| Санча      | 20/28 березня 1182 р.          | 3 лютого 1184 р./ 16 жовтня 1185 р.              | Король Альфонсо VIII cum uxore mea Alionor regina et cum filiabus meis Berengaria et Sancia Infantissis обмінявся власністю з тамплієрами за грамотою від 26 січня 1183 року |
| Генрі      | до липня 1182 р.               | до січня 1184 р.                                 | Статут датування хартії від липня 1182 року містить запис regnante el Rey D. Alfonso…con su mugier Doña Lionor, con su fijo D. Anric. Датування документа, в якому вказана його сестра Санча, свідчить про те, що вони могли бути близнюками. |
| Фердинанд  | до січня 1184 р.               | Помер молодим, бл. 1184?                         | Статут датування хартії від січня 1184 року (V Kal Feb Era 1222) записує regnante rege Alfonso cum uxore sua regina Eleonor et filio suo Fernando. |
| Уррака     | 1186/ 28 травня 1187 р.        | Коїмбра, 3 листопада 1220 р.                     | Одружена в 1206 році з інфантом Афонсу з Португалії, який змінив свого батька на посаді короля Афонсу II 26 березня 1212 року. |
| Бланш      | Паленсія, 4 березня 1188 р.    | Париж, 27 листопада 1252 р.                      | 23 травня 1200 року вийшла заміж за принца Франції Людовика, який змінив свого батька на посаді короля Людовика VIII 14 липня 1223 року. Коронована королева в Сен-Дені з чоловіком 6 серпня 1223 року. Регент Королівства Франція в 1226—1234 (неповнолітній син) і в 1248—1252 (відсутність сина в Хрестовому поході). |
| Фернандо   | Куенка, 29 вересня 1189 р.     | Мадрид, 14 жовтня 1211 р.                        | Спадкоємець престолу від народження. Від імені якого Дієго з Асебо та майбутній святий Домінік подорожували до Данії в 1203 році, щоб знайти наречену. Фердинанд повертався через гори Сан-Вісенте з кампанії проти мусульман, коли підхопив лихоманку і помер. |
| Мафальда   | Пласенсія, 1191 р.             | Саламанка, 1204 р.                               | Сабольч де Важай каже, що вона померла на момент того, як стала нареченою інфанта Фернандо Леонського (без посилання на основне джерело, на якому базується ця інформація), і посилається на її поховання в соборі Саламанки. Заручена в 1204 році з інфантом Фердинандом Леонським, старшим сином Альфонса IX і пасинком її старшої сестри. |
| Елеонора   | 1200 р.                        | Лас Уельгас, 1244 р.                             | Одружилася 6 лютого 1221 року з королем Яковом I Арагонським. Вони розлучилися у квітні 1229 року на підставі кровного споріднення. |
| Констанція | в. 1202 р.                     | Лас Уельгас, 1243 р.                             | Монахиня в цистерціанському монастирі Санта-Марія-ла-Реаль у Лас-Уельгас у 1217 році, вона стала відомою як Леді з Лас-Уельгас, титул, який поділяли пізніше члени королівської родини, які приєдналися до спільноти. |
| Енріке     | Вальядолід, 14 квітня 1204 р.  | Паленсія, 6 червня 1217 р                        | Єдиний син, який залишився в живих, він змінив свого батька в 1214 році у віці десяти років під регентством спочатку своєї матері, а пізніше його старшої сестри. Він загинув, коли його вдарила черепиця, що впала з даху. |

## Пізніші зображення
Після її смерті поет Рамон Відаль де Бесалу похвалив Елеонору за її красу та царствений характер. Її правнук Альфонсо X називав її «благородною і дуже улюбленою».
У німому фільмі «Єврейка з Толедо» Елеонор зіграла актриса Іда Норден.